# Teología fundamental
La teología fundamental es una disciplina de la Teología católica en investigación y docencia. 

## Las áreas de la teología fundamental
Es función de la teología fundamental el presentar desde el punto de vista de la razón los fundamentos y las características de la fe cristiana, analizando sus condiciones y desarrollando las diferencias esenciales con respecto a otras visiones del mundo y otras religiones.
Sus orígenes se encuentran en las apologías de los primeros siglos del cristianismo y en la Apologética. La denominación se empezó a utilizar en el siglo XIX.
En el siglo XXI se estudia teología fundamental de la misma manera que antes apologética con dos enfoques: el alemán, que parte de la búsqueda de la Verdad; y el de Roma, que busca estructurar y fundamentar a la persona partiendo de la propuesta "dar razón de tu esperanza a todo aquel que te la pida" (1Pe.3,15). También se estudia la materia orígenes cristianos.